# Frans Pourbus el Joven

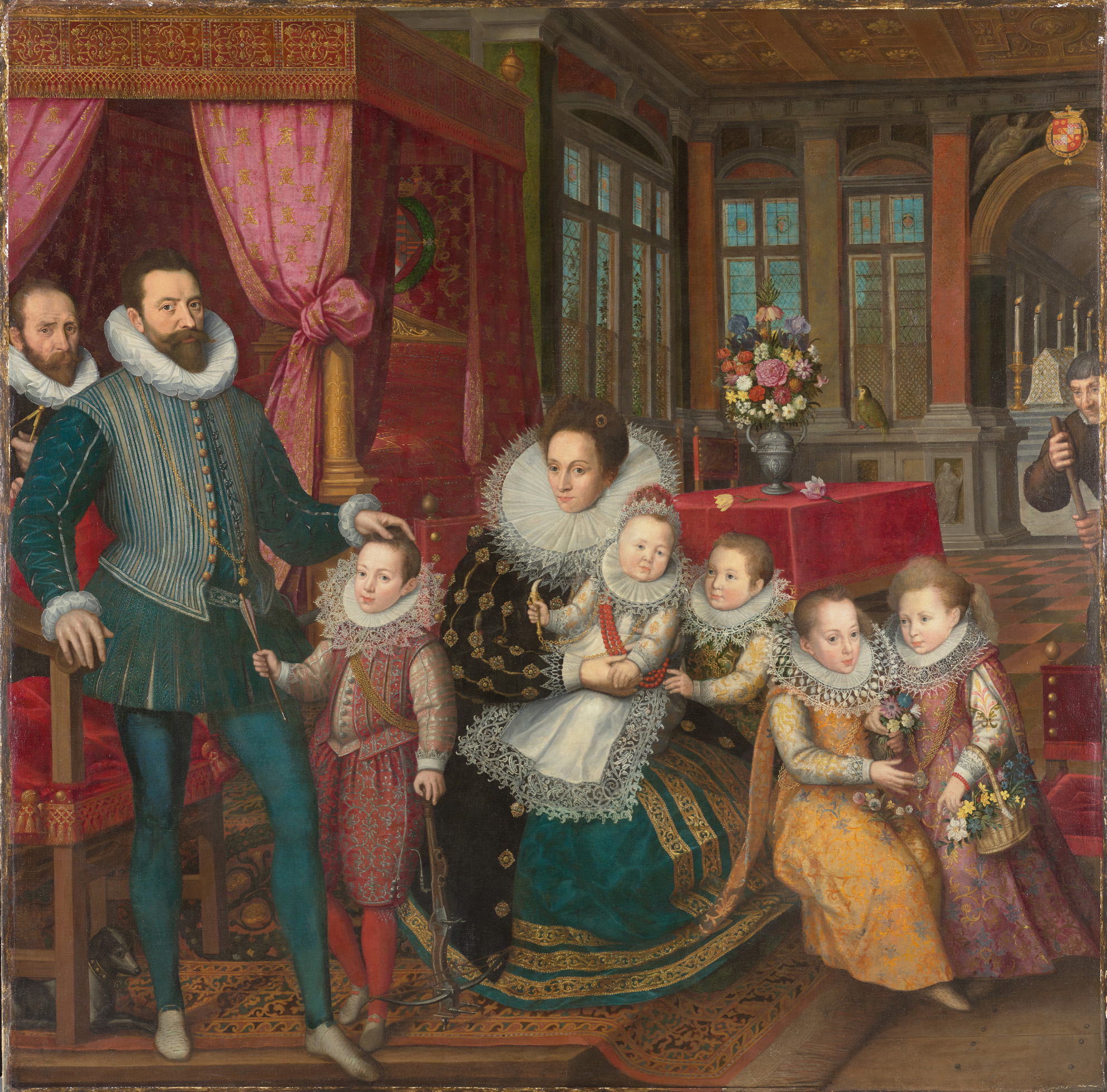
Karel II príncipe de Arenberg con su familia, ca. 1593. Óleo sobre lienzo, 223 x 227 cm, Universidad Católica de Lovaina. A la izquierda y tras el príncipe se autorretrató Frans Pourbus con un compás en la mano.

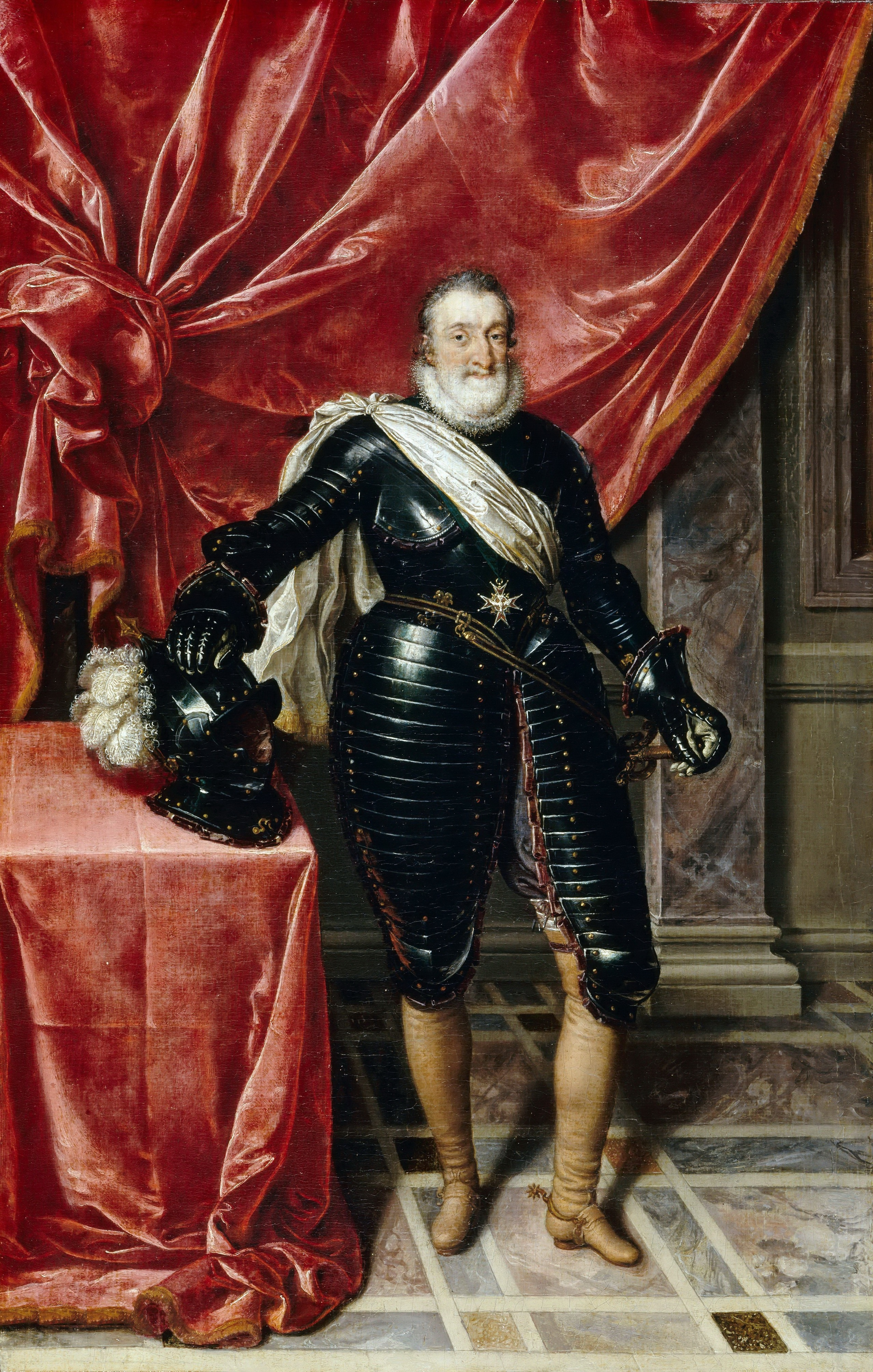
Enrique IV de Francia, por Frans Pourbus el joven

Frans Pourbus el Joven (Amberes, 1569-París, 19 de febrero de 1622) fue un pintor flamenco

## Familia
Hijo de Frans Pourbus el Viejo y de Suzanna Floris, y nieto de Pieter Pourbus, es conocido también como Frans Pourbus II. Tuvo una hija en 1614 con Elisabeth Francken, bautizada en la iglesia parroquial de Sainte-Élisabeth, de París.

## Carrera
Frans Pourbus comenzó destacando como retratista en la corte de Bruselas, donde retrató al archiduque Alberto de Austria y la infanta Isabel Clara Eugenia, gobernadores de los Países Bajos. En septiembre de 1599 el duque de Mantua, Vicente I de Gonzaga, de paso por Bruselas, lo invitó a unirse a su corte. De 1599 a 1609, Pourbus residió en Mantua. En ese tiempo no salió de Italia a excepción de algunos pequeños viajes que realizó para hacer los retratos de mujeres galantes de la época, que adornarán la Galería di Bellezze del palacio ducal. Allí trató a Rubens, invitado también del duque de 1601 a 1608.
María de Médici, reina de Francia y hermana de la duquesa de Mantua, lo llamó a París. Hizo un primer viaje en 1606 para una breve estancia en la capital francesa con motivo del bautismo de Luis XIII, antes de instalarse definitivamente en París desde septiembre de 1609. En 1618 se le asignó una pensión anual como pintor del rey y, ese mismo año, fue naturalizado francés.
Pourbus trabajó para algunas de las personalidades más influyentes de su época, incluyendo a los gobernadores de los Países Bajos españoles, con capital en Bruselas, el duque de Mantua y María de Médici, reina de Francia. Obras de Pourbus el Joven se conservan, entre otros muchos museos y colecciones, en el Louvre, el Museo del Prado, el Museo de Bellas Artes de Bilbao, el Rijksmuseum, el Royal College of Art y el Metropolitan Museum of Art.
Está enterrado en la iglesia agustina de Faubourg Saint-Germain, París.